# Hrabstwo Davidson (Tennessee)
Hrabstwo Davidson (ang. Davidson County) – hrabstwo w stanie Tennessee w Stanach Zjednoczonych. Obszar całkowity hrabstwa obejmuje powierzchnię 1305,44km². Według szacunków United States Census Bureau w roku 2010 miało 626 681 mieszkańców.
Hrabstwo powstało w 1783 roku. 

## Miasta
- Belle Meade
- Berry Hill
- Forest Hills
- Nashville
- Oak Hill[4]